# 埃弗特·伦德奎斯特
埃弗特·伦德奎斯特（瑞典語：Evert Lundqvist，1900年2月27日—1979年2月19日），瑞典男子足球运动员，司职前锋。他曾代表瑞典国家队参加1924年夏季奥林匹克运动会足球比赛，获得一枚铜牌。